# Connubio (fenomeno sociale)
Il connubio (dal latino conubium) è il termine che indica il legame tra gruppi sociali originariamente separati tra loro attraverso il matrimonio, ad esempio tra nobili e popolani socialmente ascesi. 

## Tipologia
Il connubio "aperto" o il circolo matrimoniale "aperto" (esogamia) è considerato un importante indicatore di avvicinamento e di riconoscimento reciproco di entrambi i gruppi (uguaglianza). In relazione alle singole famiglie, è considerato un metro di valutazione della posizione sociale di una famiglia.
Ad esempio, la politica matrimoniale dei Fugger con un connubio esclusivamente nobiliare antico è quindi vista come una base centrale del loro avanzamento sociale.
Al contrario, il cosiddetto connubio "chiuso" o il circolo matrimoniale "chiuso" (endogamia), cioè i matrimoni solo all'interno dello stesso gruppo sociale, serve a distinguersi dagli altri gruppi (che non sono considerati uguali): «La classe nobiliare, che si distingueva per la priorità dei diritti e dei doveri rispetto al popolo, prima ai contadini e, a partire dall'Alto Medioevo, anche ai cittadini, il cui status era ereditario e quindi mirava sempre a chiudersi al popolo attraverso un connubio chiuso».